# Open Educational Resources

Open-Educational-Resources-Logo der UNESCO von 2012

Als Open Educational Resources (englisch, kurz OER) werden freie Lern- und Lehrmaterialien bezeichnet, die unter einer offenen Lizenz wie etwa Creative Commons oder GNU General Public License (in Anlehnung an den englischen Begriff für Freie Inhalte (open content)) veröffentlicht und damit für alle Interessierte zur Nachnutzung bereitgestellt werden. Freie Lehrmaterialien sind wichtige Grundlage für Open Education und als solche Bestandteil von Open Science.
Das Konzept von OER kann als eine neue Art der Informationserstellung und -(ver-)teilung im Bildungsbereich verstanden werden. Es ist eine verstärkte Integration von OER im Bereich der internetbasierten Wissensvermittlung sowie in der Fern- und Hochschullehre zu beobachten. Insbesondere im Bereich der Social Media ist eine zunehmende Verbreitung von OER zu erkennen. Auf diese Weise erhoffen sich Autoren von OER einen stärkeren Verbreitungsgrad ihrer Inhalte sowie eine damit einhergehende steigende Reputation.
Die Motivation der Befürworter reicht von der Zähmung des monopolistisch geprägten Buchmarktes bis zur Vision der Schaffung einer Bildungswelt, in der jeder Mensch auf der Welt Zugang zum global aggregierten Wissen hat. Eine große Hoffnung im Zuge der Verbreitung von OER ist der Ausgleich der globalen Unterschiede hinsichtlich des Zugangs zu digitalen Medien und Bildung. Insbesondere wenig entwickelte Länder sollen von dem Zugang und der Nutzung der OER profitieren.
Überschneidungen gibt es zu Open Access, das den freien Zugang zu wissenschaftlichen Publikationen meint, nicht immer sind OER und Open Access klar voneinander zu trennen.

## Begriff
Der Begriff wurde erstmals vom UNESCO 2002 Forum on the Impact of Open Courseware for Higher Education in Developing Countries verwendet. Als OER können sowohl freie Lernmaterialien als auch freie Software begriffen und verstanden werden.
Die unterschiedlichen Definitionen und Verständnisse von OER beinhalten nach Geser (2007) folgende Merkmale:
- „dass der Zugang zu freien Inhalten (einschließlich der Metadaten) für Bildungsinstitute, so genannte ‚Content Services‘ sowie Endverbraucher wie Lehrer, Schüler und Studenten und lebenslang Lernende kostenlos ist;
- dass Inhalte weniger restriktiv für die Weiterverbreitung zu Bildungszwecken lizenziert werden, so dass sie nach Möglichkeit verändert, kombiniert und in anderem Zusammenhang wiederverwendet werden können; folglich, dass Inhalte idealerweise unter Verwendung von offenen Standards und Formaten so gestaltet werden, dass sie einfach wiederzuverwenden sind;
- dass für Lernsysteme/-werkzeuge eine Software benutzt wird, deren Quellcode zugänglich ist (also eine Open-Source-Software) und dass offene Schnittstellen (open APIs) und Genehmigungen für die Weiterverbreitung von webbasierten Diensten sowie Inhalten vorhanden sind.“[6]

Die „William and Flora Hewlett Foundation“ definiert OER wie folgt:
OER sind frei zugängliche Lehr-, Lern- und Forschungsressourcen, die gemeinfrei sind oder auf Basis freier Lizenzen die Verwendung und Veränderung erlauben. Open Educational Resources umfassen vollständige Kurse, Kursmaterialien oder -aufgaben, Lehrbücher, Videos oder Anwendungsprogramme sowie andere Werkzeuge, Materialien oder Techniken, die genutzt werden, um den Wissenserwerb zu unterstützen.
OER können aus unterschiedlichsten digitalen Inhalten und Formaten bestehen. Lerninhalte können z. B. Onlinekurse, Kursmaterialien, Open Textbooks, Aufgabensammlungen oder Zeitschriften etc. sein.

## Geschichte
Der Begriff der Open Educational Resources ist vor dem Hintergrund der sozialen Bewegung des Open Source entstanden, die seit den 1960er und dann verstärkt seit den 1970er Jahren die Offenlegung, die Weitergabe und das Studium der Quelltexte von Software forderte. Die Hacker-Kultur, die unter den Programmierern am Massachusetts Institute of Technology gediehen war, führte zur Gründung des GNU-Projekts und schließlich Anfang der 1990er Jahre zur Veröffentlichung des freien Betriebssystems Linux. In den 1990er Jahren entstand zudem die Open-Access-Bewegung, die sich für den offenen Zugang zu wissenschaftlicher Literatur einsetzte, insbesondere wenn diese Ergebnisse aus Forschungsprojekten enthalte, welche aus öffentlichen Mitteln finanziert worden waren. Der nächste Schritt in dieser Richtung war die bildungspolitische Forderung nach Open Education, wonach Bildung als solche frei verfügbar zu machen sei. Im Jahr 2001 startete die Wikipedia zur gemeinschaftlichen Erstellung einer Online-Enzyklopädie.
Vorreiter bei freien Inhalten im akademischen Bereich war das MIT-OpenCourseWare-Projekt, in dessen Rahmen seit 2002 Lehr- und Lerninhalte aus der Hochschullehre vom Massachusetts Institute of Technology unter einer freien Lizenz online veröffentlicht werden. Dieses Angebot ließ die UNESCO insbesondere mit Blick auf die Bedürfnisse von Entwicklungsländern bewerten. Der abschließende Bericht des Forum on the impact of open courseware for higher education in developing countries führte seinerzeit den Begriff der Open Educational Resources ein. Als alternative Bezeichnungen wurden die Begriffe open courseware, open learning resources und open learning/teaching resources empfohlen. Der Bericht zählte vier Merkmale auf, die OER auszeichnen:
- Die allgemeine Vision, freien Zugang zu dem Lernmittel zu gewähren mit der Möglichkeit, es zu bearbeiten.
- Die Methode der Verteilung über Informations-/Kommunikationstechnologie.
- Die Zielgruppe: Eine divers zusammengesetzte Gruppe von Benutzern.
- Der Zweck: Die Bereitstellung einer didaktischen, nichtkommerziellen Ressource.

Im Vordergrund standen damals also insbesondere die Vorteile für ärmere Länder, die sich daraus ergeben, dass Lernmittel in Form von digitalen Medien mit vergleichsweise niedrigen Kosten verfügbar geworden waren. Man stellte sich enthusiastisch eine „weltweite Gemeinschaft von Lehrern“ vor, die gemeinsam Lernmittel entwickeln und untereinander austauschen, und die eine wertvolle Ressource erstellen und pflegen, ähnlich wie das UNESCO-Welterbe.
Dieser Ansatz traf seinerzeit auf zwei Trends: Zum einen nahm die Bedeutung digitaler Medien für den Fernunterricht immer mehr zu. E-Learning, Blended Learning bzw. bimediales Lernen entstanden. Zum anderen nahm das Interesse am Einsatz digitaler Medien auch im Unterricht an Schulen und Hochschulen stetig zu. Das ZUM-Wiki wurde 2004 gegründet; 2006 folgte das ZUM-Grundschulwiki. In diesem Jahr wurden auch die Projekte Wikiversity und WikiEducator ins Leben gerufen.
Im Jahr 2007 stellte die OECD, die sich eher am Rande mit Open Educational Resources beschäftigt, fest, das Interesse an OER sei im Wachsen begriffen, und gab Empfehlungen für die weitere Verbreitung von OER auf nationaler und internationaler Ebene. Die Untersuchung hob den Nutzen von OER für eine Reihe von Nutznießern hervor, darunter die Ersparnis öffentlicher Mittel und die Förderung lebenslangen Lernens.
Die entstehende „OER-Bewegung“ fand ihre politische Form in der Cape Town Declaration, die im Jahr 2008 bei einem Treffen von Aktivisten verabschiedet wurde: Lehrer und Lernende wurden dazu aufgerufen, sich der OER-Bewegung anzuschließen, Regierungen und Bildungseinrichtungen sollten auf freie Lernmittel setzen. Zu den Unterzeichnern zählen viele zivilgesellschaftliche Akteure, darunter auch die Wikimedia Foundation, Wikimedia Deutschland, Wikimedia France, Wikimedia Polska und Wikimedia UK. Die Ziele der Cape Town Declaration wurden 2012 auf dem ersten UNESCO-Weltkongress zu Open Educational Resources in der Pariser Erklärung aufgegriffen und weiter ausgeführt. Im September 2017 veranstaltete die UNESCO gemeinsam mit der slowenischen Regierung einen zweiten OER-Weltkongress, auf dem der OER-Aktionsplan von Ljubljana beschlossen wurde. Er fordert in 41 Handlungsempfehlungen eine breitere Verankerung von OER in der Bildungspolitik und -praxis.
Die offene Ressource, die bislang im Bildungswesen am weitesten Verbreitung gefunden hat, ist sicherlich die Online-Enzyklopädie Wikipedia, die der ARD/ZDF-Onlinestudie 2012 zufolge von 96 Prozent aller Schüler zur Unterrichtsvorbereitung verwendet wird (alle Internetnutzer: 72 Prozent). Dem (N)ONLINER-Atlas 2012 zufolge greift auch etwa die Hälfte der Lehrer für die Unterrichtsvorbereitung auf Wikipedia zurück. Etwa ein Zehntel nutzen das ZUM-Wiki regelmäßig. Allerdings handelt es sich bei Wikipedia nicht um ein Lehr- und Lernmittel, weil sie als Universalenzyklopädie nicht unter didaktischen Gesichtspunkten angelegt ist.
In Deutschland führte vor allem die umfangreiche Diskussion um den Schultrojaner seit dem November 2011 zu einer erheblichen Zunahme des Interesses an freien Lehrmitteln.
2012 erschien das erste Whitepaper zur digitalen Lehrmittelfreiheit. Im selben Jahr fand das erste OER Camp in Deutschland an der Universität Bremen statt. Zum 1. Januar 2013 traten grundlegende Bedingungen zu Kopien von Unterrichtsmaterialien für Schulen in Kraft. In der neuen Regelung wird die digitale Kopie erstmals nicht mehr grundsätzlich verboten und mit Einschränkungen erlaubt. Im September wird das erste digitale Schulbuch unter CC-Lizenz vorgestellt. Das Projekt wird von der Initiative Schulbuch-o-mat geleitet. Im Jahr 2014 wurde dann das Bündnis Freie Bildung gegründet mit dem Ziel, die Open-Learning-Materialien zu fördern. Dies wurde durch die Creative Commons, der Open Knowledge Foundation Deutschland und der Wikimedia Deutschland initiiert. 2015 wurde dann OER im Bereich der Hochschulen thematisiert und ein Whitepaper publiziert sowie einen Leitfaden von der UNESCO. Mit dem Leitfaden trägt die UNESCO Handlungsempfehlungen und Argumente zusammen, damit die Entscheidungsträger in Hochschulen und Politik ermutigt werden, OER gezielt in Hochschulen zu verankern. Im Januar 2016 wurden vom Bundesministerium für Bildung und Forschung (BMBF) die Richtlinien zur Förderung von Offenen Bildungsmaterialien veröffentlicht. Im selben Jahr wurde dann die vom BMBF in Auftrag gegebene Machbarkeitsstudie vom DIPF veröffentlicht und untersucht die Grundlagen für die Infrastrukturen zu OER in Deutschland. Im November 2016 startete die Informationsstelle OERinfo des BMBF.
Inzwischen besteht neben Open Educational Resources auch Diskurs um Open Education an sich, präziser: Open Educational Practices (OEP), als über OER hinausgehende Offenheit des Lernprozesses als dessen „breiteres Verständnis“ mit Verknüpfung zur partizipativen Lehre.

## Akteure
Einen Überblick über Organisationen, Projekte und Einzelpersonen im Bereich OER gibt die von der OER-Community gepflegte OER World Map, die ein Verzeichnis der globalen OER-Bewegung zum Ziel hat.
Neben den politischen Akteuren, die den Begriff der OER auf supranationaler Ebene in den Gremien der UNESCO geprägt haben, wird das Feld weitgehend von der William and Flora Hewlett Foundation geprägt, die schon den Start der MIT OpenCourseWare mit finanzierte. Sie unterstützt eine Vielzahl unterschiedlicher Organisationen und Projekte im OER-Kontext, zum Beispiel auch die OER World Map.
Obwohl die Wikimedia Foundation mit der Wikipedia die, je nach Zählung, fünft- bis siebtgrößte Website der Welt betreibt und Wikimedia-Projekte ausschließlich aus freien Inhalten bestehen, die im Bildungswesen weite Verbreitung gefunden haben, spielt das OER-Projekt Wikiversity bisher keine herausragende Rolle, weder unter den Wikimedia-Projekten noch sonst im Bereich der Open Educational Resources.
Die Free Software Foundation tritt für den Einsatz freier Software im Bildungswesen ein. Ursprünglich standen große „freie“ Projekte wie die Wikimedia-Plattformen unter der GNU-Lizenz für freie Dokumentation (GFDL), die von der Free Software Foundation seit dem März 2000 herausgegeben wird. Aus Gründen der Praktikabilität ist man aber zwischenzeitlich mehrheitlich zu den Creative-Commons-Lizenzen übergegangen. Creative Commons ist eine gemeinnützige Organisation mit Sitz in Mountain View (Kalifornien), die 2001 von dem amerikanischen Verfassungsrechtler Lawrence Lessig gegründet wurde.
Die OPAL Initiative (Open Education Quality Initiative) wird international finanziert und verfolgt das Ziel, die Innovation und Qualität im Bereich Bildung und Training durch OER voranzutreiben. Die Initiative besteht aus sieben Organisationen, darunter zählt die UNESCO, European Foundation for Quality, Open University, Katholische Universität Portugal, Aalto University, International Council for Open Distance Education und Universität Duisburg-Essen. Diese Initiative wird teilweise von der europäischen Kommission gefördert. Die Centre for Educational Research and Innovation (CERI) führt Ländervergleiche durch, die sich mit den Fragen nach den Anreizen und Hindernissen im Bezug auf OER-Aktivitäten sowie Nachhaltigkeit und Lizenzierung beschäftigen.

## Anreize und Hürden für OER
Die meisten diesbezüglichen Studien zu der Frage, warum Materialien als OER angeboten werden bzw. warum dies unterbleibt, sind um 2007/2008 erschienen, nachdem die „OER-Bewegung“ soweit Gestalt angenommen hatte, um ein erstes Resümee ziehen zu können.
Als technische Voraussetzungen sowohl für ein Angebot als auch für die Nutzung von OER werden die Verfügbarkeit eines breitbandigen Internetzugangs genannt sowie der Einsatz von freien Formaten, in denen OER zur Verfügung stehen. Hinzu treten Kostenargumente, insbesondere die sparsame Verwendung öffentlicher Mittel. Aus rechtlicher Sicht ist die Verfügbarkeit von freien Lizenzen, vor allem die GPL, die GFDL und die Lizenzfamilie Creative Commons, eine Voraussetzung für das Erstellen, das Verteilen und die Nutzung von freien Inhalten. Hinzu treten soziale Aspekte wie die Bereitschaft, Wissen selbstlos weiterzugeben, und das Verfolgen einer bestimmten „OER-Policy“ durch die Politik oder durch Bildungseinrichtungen, die freie Inhalte begünstigt. Unter umgekehrten Voraussetzungen liegen demnach jeweils mehr oder weniger hohe Hürden für OER vor.
Ein wichtiger Anstoß für die Bereitstellung von Kursmaterialien durch Universitäten ist die Werbung für deren Präsenzangebote. Dieses Motiv stand am Anfang der Entwicklung, noch bevor der Begriff OER geprägt worden war. Das MIT stellte seine OpenCourseWare frei ins Internet, um damit für sich zu werben. Eine Marktstudie hatte ergeben, dass die Inhalte nicht verkäuflich waren. Andererseits hatten 35 Prozent der befragten Studenten angegeben, sich unter dem Eindruck der OpenCourseWare für ein Studium am MIT entschieden zu haben. Deshalb wurde das Angebot beibehalten und weiter ausgebaut. Freie Bildungsplattformen helfen dabei, eine Bildungseinrichtung gegenüber konkurrierenden Hochschulen zu profilieren. Deshalb verschenkt auch die Open University, die auf Fernunterricht spezialisiert ist, seit einiger Zeit einen Teil ihrer Kursmaterialien. Altruistische Motive werden dadurch relativiert. Einzelne Lehrende versprechen sich von der Veröffentlichung ihres Materials neben dem Gewinn an Reputation auch mehr Feedback zur weiteren Verbesserung der Inhalte.
Eine Hürde von OER ist, dass viele Menschen OER nicht kennen und das Angebot nicht nutzen. Dem könnte ein stärkerer Austausch von Informationen abhelfen, damit OER bekannter werden. Auch entsprechende Communitys und Netzwerke könnten es ermöglichen, insoweit neue Ideen zu erarbeiten. Weil standardisierte Qualitätssicherungsverfahren fehlen, ist eine genaue Bewertung und Einschätzung der Materialien schwierig. OER-Ressourcen sind auch schwer auffindbar. Durch eine einheitliche Nutzung von Metadaten und Indexierung kann dies verbessert werden. Es gibt nur sehr wenige OER-Ressourcen in deutscher Sprache. Die meisten Materialien werden auf Englisch veröffentlicht. Daher entstehen sprachliche sowie kulturelle Hürden.
Die größte Hürde für OER dürfte aber die fehlende Bereitschaft zum Teilen eigener Materialien sein sowie die Angst vor Kontrollverlust und vor der Kritik durch die Kollegen.

## Institutionelle Unterstützungen von OER-Initiativen

### OER im deutschen Sprachraum
Das Interesse an Open Educational Resources hat seit der Diskussion um den Schultrojaner 2011–2012 zugenommen, das Thema ist aber noch immer nicht im pädagogischen Mainstream angekommen. Das erste OERCamp, das aus dem EduCamp hervorgegangen war, fand vom 14.–16. September 2012 in Bremen statt. Im Sommer 2013 fand der Online-Kurs zu OER, COER13, statt. Im Herbst 2013 veranstaltete Wikimedia Deutschland die OER-Konferenz 2013, ein Jahr später die OER-Konferenz 2014. Im Frühjahr 2016 fand in Berlin das OER-Festival 2016 mit der erstmaligen Verleihung des OER-Award statt.
Im Jahr 2011 räumte Deutschland bei einer Befragung als einziges von 28 OECD-Ländern dem Thema OER für die nahe Zukunft keine Priorität ein: Der Mangel an digital verfügbarem Unterrichtsmaterial sei kein großes Problem. Erst für Ende 2014 wurde eine gemeinsame Bund-Länder-Stellungnahme zu OER angekündigt.
Anzeichen für einen Wandel in der Einstellung gegenüber OER sind seitdem sowohl auf Bundesebene als auch in einigen Bundesländern erkennbar, etwa in Berlin. Dort wurde zudem im Mai 2014 die erste Studie zu OER mit einem klaren Bundeslandbezug (Berlin) durch die Technologiestiftung Berlin herausgegeben. 2013 wurden OER in den Koalitionsvertrag von CDU, CSU und SPD auf Bundesebene aufgenommen: „Schulbücher und Lehrmaterial (…) sollen, soweit möglich, frei zugänglich sein, die Verwendung freier Lizenzen und Formate ausgebaut werden.“
2022 veröffentlichte die Bundesregierung (BMBF) eine OER-Strategie, in der sechs Handlungsfelder beschrieben werden: 
1. OER-Kompetenz pädagogischer Fachkräfte verankern und aufbauen,
2. Neue Kooperationen entwickeln: von OER zu Open Educational Practices (OEP),
3. Technische Grundlagen und Strukturen für OER und OEP etablieren,
4. Innovation und lernortübergreifende Bildung mit OER unterstützen,
5. OER mit nutzerzentrierter, anwendungsorientierter und vernetzender Forschung begleiten und
6. Umsetzung: Initiativen und Akteure der digital unterstützten OER-Praxis zusammenführen.

Die Mehrheit der Handlungsfelder (1, 2, 5 und 6) lassen sich dabei als Bemühungen verstehen, die Ergebnisse der zahlreichen geförderten OER-Projekte nach der Corona-Pandemie zusammenzuführen, zu evaluieren und über Open Educational Practices die OER-Idee nachhaltig in der Gesellschaft zu verankern.

### International
Ein anderes Bild bietet sich in den USA. Die US-Regierung fasste 2011 den Entschluss in den folgenden vier Jahren 2 Mrd. $ in OER-Projekte zu investieren.
Ein Großteil der früheren Arbeiten im Bereich der OER wurde von finanzstarken US Universitäten und Organisationen, wie z. B. der Flora Hewlett Foundation finanziert. Diese Organisationen unterstützten die OER-Initiativen von 2002 bis 2010 mit über 110 Mio. $, von denen mehr als 14 Mio. $ an das MIT gingen. Weitere Finanzierungen wurden u. a. von der Shuttleworth Foundation sowie von britischen Organisationen wie der JISC und der HEFCE geleistet.
Die UNESCO nimmt eine führende Rolle ein, hinsichtlich der Schaffung eines internationalen Bewusstseins für OER. Über das International Institute of Educational Planning wurde eine Debatte angestoßen, wie OER in der Praxis umgesetzt werden kann. Insbesondere wenn die OER-Bewegung auf internationaler Staatenebene sowie durch die Unterstützung professioneller Organisationen vorangetrieben wird, haben OER, nach Ansicht der UNESCO, das Potenzial eine globale und frei zugängliche Quelle qualitativ hochwertiger Bildungsinformationen zu werden.

## Qualitätssicherungsverfahren für OER
Einheitliche Standards gibt es bis heute nicht. Denkbar sind u. a. folgende Qualitätssicherungsverfahren, die von sehr offenen bis zu geschlossenen reichen und auch kombiniert werden können:
1. Offene Kommentierung durch Nutzer: Angezeigt werden die Bewertungen bzw. Kommentare der vorherigen Nutzer. Eine automatische Anzeige der Downloadzahlen wird ebenfalls diskutiert, diese sind aber weniger aussagekräftig als Kommentare.
2. Peer-Review-Prozess als Filter vor der Veröffentlichung: Es handelt sich um ein aufwändiges Verfahren.
3. Nutzung des Namens einer Institution als Qualitätsgarantie: Auf diesem Weg könnten allerdings Autoritäten wie Universitäten oder staatliche Behörden durch Akkreditierungsverfahren Macht über OER erlangen: Die OER-Produzenten würden sie ihnen selbst einräumen, um den Nutzern die gewünschte Qualität garantieren zu können. Kerres und Heinen warnen davor, dem Wunsch nach Ordnung nachzugeben. Sie plädieren für „informationell offene Ökosysteme“[59] für den Bereich der Bildung.

Die Open Knowledge Foundation Deutschland entwickelte im Projekt edulabs.de das edusprint-Konzept, welches 2017 durch den Sonder-Award „Qualität für OER“ ausgezeichnet wurde. Angelehnt an das Book-Sprint-Format, ist der edusprint ein kollaborativer und interdisziplinärer Prozess, bei dem über ein bis zwei Tage fokussiert an der Erstellung, Auswahl und Bewertung freier Bildungsmaterialien gearbeitet wird. Die Teilnehmer sollten Spezialisten in einem bildungsbezogenen Fachbereich sein. Indem die Teilnehmenden ihnen bekannte und qualitativ hochwertige OER zusammentragen und diskutieren, entsteht schnell eine Sammlung qualitativ hochwertiger Materialien. Die in dem Projekt gesammelten Ressourcen wurden dezentral veröffentlicht und zentral verlinkt.

## Neuere OER-Initiativen

### Belgien

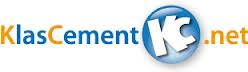
Logo von KlasCement

Schon 1998 wurde das belgische Bildungsportal KlasCement gegründet, ein Netzwerk von Lehrern. Die Moderation des Netzwerks wird von der Regierung von Flandern unterstützt. Im Mai 2014 stellte das Portal schon über 30 000 Unterrichtsmaterialien bereit, etwa 70 % der Materialien waren 2013 mit einer CC-Lizenz versehen und kostenfrei. Nur wenige Nutzer sind aber bereit, eigene Materialien mit anderen zu teilen; durch ein Punktesystem sollen sie dazu stärker motiviert werden. Willkommen sind Materialien für den Bereich der Primarstufe, der Sekundarstufe, der Lehrerbildung und der Erwachsenenbildung.

### Deutschland

Logo von Serlo

Logo der Open Music Academy

- Bereits seit 1997 stellt der gemeinnützige und ehrenamtlich arbeitende Verein Zentrale für Unterrichtsmedien im Internet (ZUM) kostenlos Unterrichtsmaterialien ins Internet, die zur Nutzung im Schulunterricht freigegeben sind. Die Materialien werden meist von Lehrern erstellt. Die größte Sammlung von Open Educational Resources im deutschen Sprachraum für den Schulunterricht und für die Lehrerausbildung ist das ZUM-Wiki, das seit 2004 betrieben wird und seit 2008 unter der Lizenz CC-BY-SA steht. Die Seiten der ZUM haben monatlich etwa 2 Mio. Besucher mit rund 30 Mio. Hits.[66]
- Ebenfalls bereits 1998 ist mit Förderung des Bundesministeriums für Bildung und Forschung (BMBF) sowie der Deutschen Telekom das Portal Lehrer-Online zunächst als reines OER-Portal entstanden. Hier finden sich Unterrichtsmaterialien, Fortbildungsangebote und Bildungsnachrichten, die von Lehrkräften aus der Schulpraxis erstellt und von der pädagogischen Fachredaktion von Lehrer-Online inhaltlich und rechtlich geprüft sowie ggf. redaktionell überarbeitet und grafisch angepasst werden. Zudem gibt es eine Tauschbörse, in der Lehrkräfte direkt – ohne redaktionelle Überprüfung – ihre selbsterstellten Unterrichtsangebote teilen und anderen Lehrkräften kostenlos zur Verfügung stellen können. Seit Auslauf der Förderung finanziert sich der Betrieb des Portals teilweise über ein Freemium-Modell (kostenfreie OER-Inhalte neben kostenpflichtigen Verlagsinhalten).[67]
- Seit 2007 besteht die Möglichkeit, auf ELIXIER nach offenen Bildungsressourcen zu suchen. ELIXIER ist der gemeinsame Ressourcenpool der Bildungsserver aller Länder, des Medieninstituts der Länder und des Deutschen Bildungsservers. Insgesamt besteht das Angebot aus ungefähr 55.000 redaktionell ausgewählten Bildungsmedien. Etwa 15 % der Bildungsmedien besitzen eines CC-Lizenz.[68]
- Das rheinland-pfälzische Projekt inf-schule.de[69] entwickelt für das Fach Informatik seit 2008 ein system- und plattformunabhängiges interaktives Schulbuch für die Sekundarstufe 1 und 2. Es ist werbefrei, frei verfügbar[70] und steht unter der Lizenz CC BY-SA 4.0.[71]
- Serlo Education wurde im Februar 2010 gegründet und bietet Artikel, Aufgaben, Musterlösungen, Videos und Kurse als konsistentes Lernwerk für Schüler. Betreiber ist ein gemeinnütziger Verein mit Sitz in München. Das Material zu den Fächern Mathematik, Deutsch als Fremdsprache, Biologie, Chemie, Nachhaltigkeit und Informatik ist kostenlos, werbefrei und steht unter der Lizenz CC-BY-SA. Im März 2017 hatte Serlo 800.000 Besucher pro Monat.[72]
- Das Lehrbuch für Lehren und Lernen mit Technologien ist im Februar 2011 unter der Lizenz CC-by-nc-nd 3.0 erschienen. Die zweite, überarbeitete und erweiterte Auflage liegt seit 2013 unter der Lizenz CC-BY-SA 3.0 DE vor.[73][74][75]
- Das Projekt Schulbuch-O-Mat[76] hat sich die kollaborative Erstellung von elektronischen OER-Schulbüchern zum Ziel gesetzt. Die Inhalte basieren auf geltenden Lehrplänen. Sie werden in modularer Form von Freiwilligen, u. a. Lehrern und Mediengestaltern, erarbeitet und kostenlos zum Austausch und zur freien Veränderung angeboten. Das Basiskapital stammte aus einer Crowdfunding-Aktion im Winter 2012/2013.[77] Seit Sommer 2013 liegt das E-Book für Biologie 7./8. Jahrgangsstufe vor, das alle Pflichtinhalte des Berliner Rahmenlehrplans abdeckt.[78] Es wurde als E-Book und PDF bis Mai 2014 mehr als 30 000 Mal heruntergeladen. Die technischen Strukturen für eine Erweiterung auf andere Fächer, Altersstufen und Bundesländer sind vorhanden.
- Klexikon; das Online-Lexikon für Kinder wird seit November 2014 von der Zentrale für Unterrichtsmedien im Internet herausgegeben und wendet sich an Schulkinder bis zwölf. Die Einträge sind nach 12 Wissensgebieten unterteilt und leicht verständig formuliert, wobei Fremdwörter zusätzlich erklärt werden.[79]
- Das Historische Institut der Universität zu Köln betreibt die nicht-kommerzielle Plattform segu[80] für selbstgesteuert-entwickelnden Geschichtsunterricht in der Sekundarstufe I. Segu bietet kostenlose Unterrichtsmaterialien, auch Videos, unter einer CC-BY-SA-Lizenz an, mit denen selbstbestimmtes Lernen, Differenzierung und Individualisierung gefördert werden sollen. Nur für einen Teil der Module ist ein Computer erforderlich; vieles kann als PDF oder ODT-Dokument heruntergeladen werden.[81] Auf der Website werden Lehrer dazu aufgefordert, ihre Materialien über segu ihren Kollegen zur Verfügung zu stellen.
- Bei edutags handelt es sich um eine Social Bookmarking-Plattform für den Bildungsbereich. Angeboten wird dieser Service in Kooperation mit der Universität Duisburg Essen und dem Learning Lab. Auf edutags kann ein Nutzer Lesezeichen zu allen Ressourcen im Web speichern, ordnen oder teilen und dies geschieht unabhängig von den Lizenzen. Neben den edutags Nutzern bestehen Kooperationen mit mehreren OER-Produzenten und dadurch kann ein größerer Pool an Ressourcen bereitgestellt werden.[82]
- Ein weiteres Projekt aus dem Bereich der Hochschulen ist die Plattform OpenLearnWare der Technischen Universität Darmstadt, auf der Vorlesungen aus den Ingenieur-, Natur- und Geisteswissenschaften gesammelt und unter einer nichtkommerziellen Creative-Commons-Lizenz bereitgestellt werden.[83] Auch andere Hochschulen betreiben ähnliche Angebote, jedoch nicht alle veröffentlichen die Inhalte unter freier Lizenz.
- Seit 2013 beschäftigt sich auch die Stadt Köln, als Bestandteil der Umsetzung des Stadtratsbeschlusses zur „Internetstadt Köln“,[84] mit dem Thema OER. Federführend sind dabei das Amt für Schulentwicklung und das Amt für Informationsverarbeitung. Ein Teil der Bemühungen war das am 21. September 2013 durchgeführte OER Köln Camp am Joseph-DuMont-Berufskolleg. Dieses Camp wurde am 25. Oktober 2014 wiederholt.[85]
- Das Projekt OER@RLP fördert seit 2016[86] die Erstellung und Bereitstellung von OER-Materialien durch Sensibilisierung und Qualifizierung. Die über 100 Qualifizierungsprogramme dienen vorrangig zur Ausbildung von Multiplikatoren. Zur Motivation wird der OER Award RLP verliehen.[87] Zu den weiteren OER-Portalen für den Hochschulbereich, die auf Landesebene unterhalten werden, zählen ZOERR.de (Das Zentrale OER-Repositorium der Hochschulen in Baden-Württemberg), die Hamburg Open Online University (HOOU), ORCA.nrw, das OER-Portal twillo, OER Späti und oer.vhb.[88]
- Das JOINTLY Contentbuffet ist eine Kooperationsaktivität zwischen OER-Akteuren und unterstützt OER-Einrichtungen, um eigene offene Bildungsmaterialien zu verbreiten und zu entwickeln. Im Contenbuffet besteht die Möglichkeit der Kooperation und der gemeinschaftlichen Sammlung von OER-Qualifizierungs- und Sensibilisierungsmaßnahmen, um die Qualität für die Zielgruppen sichern zu können. Um dies verwirklichen zu können, organisiert JOINTLY Webniare, Workshops. Lehrgänge usw. Durch JOINTLY können Bildungs- und IT-Experten zusammenarbeiten und gemeinschaftliche Konzepte entwickeln.[89][90]
- tutory bietet seit 2016 einen Online-Editor mit Autorentool und unterstützt Nutzer bei der Erstellung von Arbeitsblättern mit offenen Lehr- und Lernmaterialien. Dort können in kurzer Zeit professionelle Materialien erstellt, organisiert, individualisiert oder anderen zur Verfügung gestellt werden. Die anspruchsvolle Handhabung der Lizenzvergabe bei offenen Bildungsmaterialien wird mit einem Editor vereinfacht. Die Verwendung der Basisvariante mit kostenlosem Zugriff auf frei lizenzierter Bilder, Daten und Erklärvideos ist gratis.[68][91]
- Seit 2016 gibt es die Informationsstelle OER (OERinfo), die ein themenspezifisches Online-Portal darstellt und für die Öffentlichkeit sowie fachliche Zielgruppe wichtige Informationen, rund um das Thema OER zur Verfügung stellt. Das Ziel des Portals ist, die breite Sichtbarmachung von OER und die Ansprache neuer Zielgruppen.[92]
- Mit der speziell konfigurierten Google-Suche OER-Hörnchen können OER-Angebote wie Serlo, ZUM, segu und viele mehr, nach individuellen Begriffen durchsucht werden.[68]
- 2017 startete das vom BMBF geförderte AMH-Verbundprojekt OERinForm, in dem Verbundpartner aus sechs deutschen Universitäten gemeinsam ein umfassendes Beratungskonzept zu OER erarbeiteten. Initiiert wurde OERinForm vom Zentrum Netzwerk Medien der Universität zu Köln. Das Beratungskonzept steht seit August 2018 auf der OERinForm Homepage zur freien Verfügung und beinhaltet Informations- und Kommunikationsmaterial rund um das Thema OER. Hauptzielgruppen sind Medienzentren und Dozierende.[93]
- 2018 wurde mit Unterstützung der Hochschule für Musik und Theater München für den Bereich der Musik die Lernplattform elmu nach dem Vorbild von Wikipedia ins Leben gerufen. Ebenfalls im Jahr 2018 wurde der gemeinnützige Verein ELMU Education e. V. als Träger der Website gegründet. Ziel des Projekts ist es, den digitalen Wandel im Bildungsbereich mitzugestalten und digitale Materialien zur Musik für die Schul- und Unterrichtsentwicklung zur Verfügung zu stellen.[94] Die Webseite wurde im Oktober 2022 abgeschaltet.
- Seit 2021 gibt es ORCA.nrw (Open Resources Campus NRW). ORCA.nrw ist ein kostenfreies Portal für digital gestütztes Lehren und Lernen der öffentlich-rechtlichen Hochschulen in Nordrhein-Westfalen. Es ist ein Kooperationsvorhaben der Digitalen Hochschule NRW und wird vom Ministerium für Kultur und Wissenschaft NRW gefördert. Das Landesportal bietet Zugriff auf OER für die Hochschullehre, auch auf die Projekte der Förderlinie OERcontent.nrw. Lehrende aus NRW können OER hochladen.
- 2021 wurde ein Projekt der Hochschule für Musik und Theater München zur Entwicklung und zum Aufbau einer OER-Lernplattform für Musik (oer-lfm)[95] von der Stiftung Innovation in der Hochschullehre[96] zur Förderung ausgewählt. Ziel der Lernplattform ist es, eine Zusammenarbeit von Lehrenden und Lernenden an hochwertigen Materialien speziell zum Musiklernen zu ermöglichen. Der Förderungszeitraum beträgt drei Jahre, seit Februar 2022 ist das Angebot unter dem Namen Open Music Academy (OMA) erreichbar. Im Oktober 2022 wurden die Inhalte von elmu.online und der openmusic.academy zusammengeführt und eine ständige Weiterleitung von der elmu-Webseite auf die Open Music Academy eingerichtet. Die Satzung des Verein ELMU Education e. V. wurde geändert, der Verein ELMU Education e. V. umbenannt in Open Music Academy Education e. V.
- Seit 2024 gibt es die Webanwendung MIKA-Do, die im Rahmen der Qualifizierungsinitiative MIKA (Medien- und IT-Kompetenz für Ausbildungspersonal) entwickelt wurde. MIKA wird vom Bundesinstitut für Berufsbildung (BIBB) entwickelt und durch das BMBF gefördert.[97] Ein Hauptziel von MIKA-Do ist die Förderung der Erstellung von OER durch Fachkräfte für Fachkräfte. Mit MIKA-Do können Nutzer verschiedene Inhalte – wie Links, Videos, Bilder oder Texte – in Kacheln organisieren und auf digitalen Pinnwänden strukturieren. Diese Pinnwände bieten Ausbildungspersonal die Möglichkeit, Lern- und Arbeitsaufgaben digital darzustellen, Inhalte zu teilen und in ihrer täglichen Praxis datenschutzkonform und kostenfrei einzusetzen. Zu den weiteren Funktionen zählen eine Suchfunktion, die Möglichkeit zur einfachen Duplizierung von Pinnwänden und Kacheln sowie eines kollaborativen Tools, die den OER-Gedanken unterstützen. Ob eine Pinnwand als OER zur Verfügung gestellt wird, liegt dabei im Ermessen der jeweiligen Ersteller.[98]

### Großbritannien
Das britische Projekt Digital Futures in Teacher Education (DeFT) hat die Lehrerbildung im Visier und wurde maßgeblich von der Sheffield Hallam University und der Universität Sheffield gestaltet. Das Lehrbuch ‚Digital Literacy (DL) for Open and Networked Learning‘ ist unter einer CC-BY-NC-SA-Lizenz verfügbar. Ziel des Projekts ist es, Lehrenden Hilfestellung für ihre Arbeit mit OER und die Vermittlung von digitaler Literalität zu geben.

### Niederlande
2008 startete das OER-Projekt Wikiwijs auf Initiative des niederländischen Ministeriums für Bildung, Kultur und Wissenschaft mit freien, kostenlosen Bildungsmaterialien für Universitäten und alle Schularten und -stufen. Wikiwijs verfolgt das Ziel, die Verfügbarkeit von OER zu verbessern und die Qualität des Unterrichts sowie die Medienkompetenz der Lehrenden zu erhöhen. Nach eigenen Angaben erfolgten im Jahr 2012 etwa 1300 Uploads und 650000 Downloads.

### Norwegen

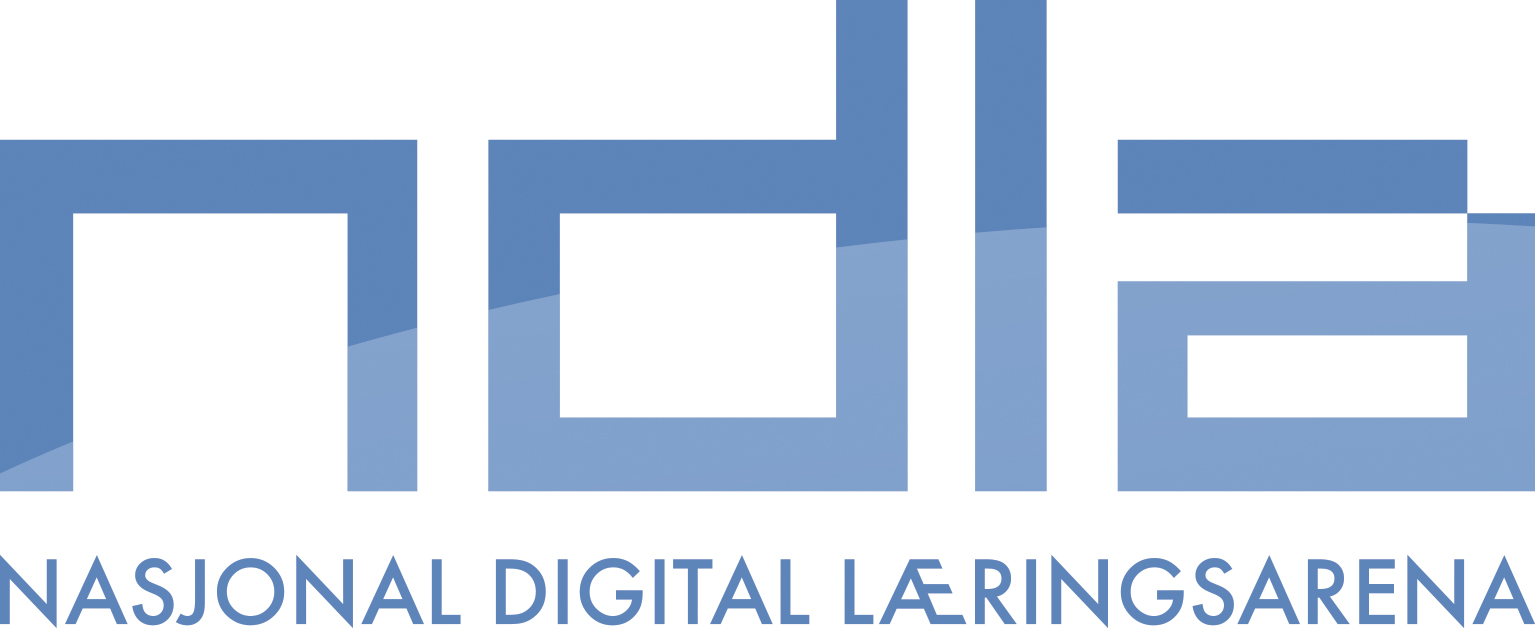
NDLA-Logo

In Norwegen wurde vom Staat die NDLA – National Digital Learning Arena geschaffen. Sie bietet auf einer Open-Source-Plattform OER-Materialien für den Sekundarschulbereich unter einer CC-BY-SA-Lizenz an. Mit staatlicher Förderung und Überwachung durch die Universitäten werden Projekte finanziert und der Materialbestand erweitert.

### USA
- Flat World Knowledge[104] ist eine Plattform mit Open Textbooks aus dem universitären Bereich. Es bot die digitalen Versionen zunächst kostenlos an und versuchte, über den Verkauf der gedruckten Bücher eine Kostendeckung zu erreichen, was aber misslang.[105] Nunmehr werden auch die digitalen Materialien verkauft, allerdings wohl zu vergleichsweise moderaten Preisen. Nach wie vor können die über 100 Bücher bearbeitet und auf die speziellen Bedürfnisse von Lehrenden und Lernenden zugeschnitten, also personalisiert werden. Sie stehen unter der Creative-Commons-Lizenz CC-BY-SA-NC.
- CK-12[106] bietet seit 2007 unter einer CC-Lizenz Lernmaterialien an. In elektronischer Form sind sie kostenlos, in der gedruckten Version fallen nur die Druckkosten an.[107] Laut eigenen Angaben[108] standen im Mai 2014 über 15000 Inhalte aus den Bereichen Mathematik und Naturwissenschaften für den Altersbereich K-12 zur Verfügung. Die Materialien orientieren sich an den geltenden Lehrplänen. Sie umfassen Texte, Audiodokumente, Filme, Bilder und Lernspiele und lassen sich beliebig zu größeren Einheiten zusammenstellen. So wird eine Anpassung an individuelle Lerngeschwindigkeiten und unterschiedliche Vorkenntnisse möglich. Nach eigenen Angaben wird CK-12 von der Amar Foundation und dem Ehepaar Neeru und Vinod Khosla finanziert. Diese Initiative kommt der Idee eines OER-Schulbuches derzeit am nächsten,[109] und strahlt auch auf andere Länder aus: Teile des Materials sind im deutschen Projekt Schulbuch-O-Mat[110] wiederverwendet worden.
- Lumen Learning[111] wurde 2013 gegründet. Es bietet OER-Kursmaterialien für den universitären Bereich und die Altersgruppe K-12 an. Die Themenbereiche erstrecken sich von Mathematik und Naturwissenschaften bis zu Wirtschaft, Pädagogik und Geschichte. Bildungseinrichtungen werden bei der Einführung der Kurse unterstützt. Ziel von Lumen Learning ist nicht nur die Reduzierung der Materialkosten, sondern auch die Verbesserung der Lernergebnisse. Die Shuttleword Foundation spielt eine wichtige Rolle bei der Finanzierung.[112]

### International
- Die gemeinnützige Khan Academy[113] bietet seit 2009 kostenlose Lernvideos und Übungen aus den Bereichen Mathematik, Naturwissenschaften, Geschichte und Wirtschaft unter der Creative-Commons-Lizenz CC-BY-SA-NC an. Zwar liegen die Ursprünge der Initiative in den USA, aber ein Teil der Filme sind bereits in eine ganze Reihe von Sprachen übersetzt. Diese Versionen können über die Website der Khan Academy aufgerufen werden. Auch eine deutsche Seite besteht und wird mit Hilfe ehrenamtlicher Übersetzer ständig erweitert.[114]
- Das Medienportal[115] der Siemens Stiftung ist seit 2015 ein OER-Portal für den MINT-Unterricht mit über 4.000 offenen Bildungsmedien in Deutsch, Englisch und Spanisch. Das multimediale Angebot ist werbefrei und kostenlos. Mit wenigen Ausnahmen stehen alle Materialien unter einer Creative-Commons-Lizenz, in der Regel unter CC BY-SA 4.0 international. Die Gesellschaft für Pädagogik, Information und Medien e. V. hat das Medienportal im Jahr 2019 mit dem Comenius-EduMedia-Siegel[116] ausgezeichnet.

## Bewertung der OER-Bewegung
Als Ende 2011 bekannt wurde, dass die Kultusministerien mit den Schulbuchverlagen vereinbart haben, Urheberrechtsverletzungen auf Rechnern in den Schulen durch den Einsatz eines sogenannten „Schultrojaners“ zu verfolgen, entstand eine lebhafte Diskussion zum Einsatz von OER in den Schulen, weil dadurch der Austausch von Materialien zur Unterrichtsvorbereitung wesentlich erleichtert werden könnte. Außerdem wurde kritisiert, dass die proprietären Angebote der Schulbuchverlage immer mehr durch selbsterstellte Materialien von Pädagogen für den eigenen Unterricht verdrängt würden. Der vermehrte diesbezügliche Einsatz freier Inhalte würde den gegenseitigen Austausch auch aus rechtlicher Sicht ganz wesentlich vereinfachen.
Der OER-Bewegung wurde vorgeworfen, lediglich Insellösungen zu erzeugen, deren Potenzial nur in den jeweiligen interessierten Kreisen bekannt ist und genutzt wird. Daher seien OER nicht in der Lage, bildungspolitische Ziele wenig entwickelter Länder zu erreichen. Hierzu bedarf es einer verstärkten Kommunikation der Potenziale von OER, insbesondere von Seiten der Länder, die von der OER-Bewegung bereits stark profitiert haben.
Eine tiefergehende Kritik zweifelt die altruistischen Motive der OER-Bewegung an. Der OER-Bewegung werden in diesem Kontext „imperialistische“ Motive vorgeworfen. Es werde vermutet, die Schaffung und Verbreitung von Wissen primär auf der Grundlage wirtschaftlicher, politischer und kultureller Präferenzen der hoch entwickelten Länder voranzutreiben. Letztlich handele man dabei eigennützig.

## Das OER-Logo

OER-Logo CC0

Das Global-OER-Logo wurde für den World Open Educational Resources Congress 2012 in der UNESCO-Zentrale in Paris entwickelt. Das Design soll die Idee und die Ziele des OER visualisieren. Umfangreiche Ausführungen zu dem OER Logo können über das OER Visual Identity Manual eingesehen werden. Der angedeutet entstehende Halbkreis steht für eine aufgehende Sonne. Die untere Struktur repräsentiert ein aufgeschlagenes Buch in der Profilansicht. In einer anderen Interpretation symbolisiert die untere Struktur einen fliegenden Vogel, welcher für Freiheit, grenzenlose Verfügbarkeit, Fortschritt und Verbreitung steht. Die drei Buchseiten im linken unteren Bereich stehen für die grundsätzliche Funktion eines Buches im Sinne einer traditionellen Ressource für Bildung. Die angedeutete Bewegung der Strukturen soll dabei Dynamik und Bewegung in Richtung des Zentrums der Abbildung andeuten. Folgt man den angedeuteten Buchseiten, sind drei Hände sichtbar. Sie stehen für Kollaboration und kollektives Wissen, welches sich in OER widerspiegelt. Die zentrale Darstellung der Hände innerhalb des Logos soll das Hauptanliegen der OER, die menschliche Weiterbildung, bekräftigen. Die in Richtung Zentrum zunehmende Größe der Hände steht für das zunehmende Interesse, die fortschreitende Entwicklung und Nutzung der OER. Das Erscheinungsbild des Logos soll zusätzlich den menschlichen Aspekt von OER in den Fokus stellen. Technische Aspekte sollen nicht zum Ausdruck gebracht werden. Vielmehr soll das Logo Autoren aller Sprachen und Kulturen motivieren einen Beitrag zu OER zu leisten. Das Logo kann auf alle Sprachen der Welt angepasst werden. Das Logo wurde bereits von der Unesco in sechs offiziellen Sprachen und portugiesisch bereitgestellt. Vorschläge für weitere Sprachen konnten bei der OER Community via WSIS KC platform eingereicht werden. Das jeweilige Logo wurde dann auf die UNESCO-Homepage hochgeladen. Ebenso konnten Logos auf der Wiki-Seite für OER-Logo-Versionen eingesehen und runtergeladen werden. Das UNESCO-Logo wird auch kritisch diskutiert, insbesondere aufgrund der erforderlichen ausführlichen Lizenzangabe (CC BY 3.0). Alternativen bieten OER-Logos unter CC0-Lizenz.